# Родриг, Олинд
Бенжаме́н Оли́нд Родри́г  (фр. Benjamin Olinde Rodrigues;  6 октября 1795, Бордо — 17 декабря 1851, Париж) — французский математик, механик и экономист, последователь социалиста-утописта А. Сен-Симона.

## Биография
Родился 6 октября 1795 г. в Бордо, в зажиточной сефардской семье. Окончил Высшую нормальную школу в Париже. 
28 июня 1815 г. защитил в Парижском университете докторскую диссертацию по математике (важнейшие результаты её, включая формулу для многочленов Лежандра, известную ныне как формула Родрига, были опубликованы в статье «О притяжении сфероидов» в 1816 г.). После защиты работал в Политехнической школе репетитором, затем (приобретя в результате брокерских операций на бирже значительное состояние) стал в 1823 г. директором ссудного банка.
В 1817 г. Родриг женился на Эфрази (Euphrasie), урождённой Викторине Дениз Мартен (Victorine Denise Marten); у них было четверо детей — два сына и две дочери. 
В последние годы жизни графа Анри де Сен-Симона Родриг входил в число наиболее ревностных его учеников. После смерти Сен-Симона (скончавшегося 19 мая 1825 г. у Родрига на руках) последний собрал вместе всех учеников графа, которые решили не расставаться и продолжать его дело. Так возникло движение сенсимонистов, во главе которого первоначально — как ближайший ученик Сен-Симона — стоял Родриг, опубликовавший ряд работ по вопросам политики, экономики и социальных реформ. В 1825—1826 гг. он (наряду с С.-А. Базаром) был редактором первого сенсимонистского журнала «Le Producteur». 
Однако 31 декабря 1829 г. Родриг передал руководство делами движения П. Анфантену и С.-А. Базару, принимавшими наибольшее участие в разработке доктрины сенсимонизма, а в феврале 1832 г. вообще ушёл из сенсимонистской общины (что неблагоприятно отразилось на её положении, поскольку именно Родриг ранее заправлял всеми её денежными делами). Разрыв был вызван принципиальными разногласиями с Анфантеном, который, будучи провозглашён «Верховным Отцом», фактически превратил движение в узкую религиозную секту и активно проповедовал весьма радикальные взгляды на отношения между полами (совершенно неприемлемые для Родрига, для которого брак с Эфрази был основой всей его жизни). Впрочем, расставшись с сенсимонистским движением, Родриг оставался верным социалистическим идеалам до самой смерти.
В 1840-е гг. Родриг активно выступал в печати в поддержку рабочего движения и за упразднение рабства; приветствовал Революцию 1848 года. Умер он в Париже 17 декабря 1851 г. и был похоронен на кладбище Пер-Лашез.

## Научная деятельность
Основные работы Родрига относятся к механике, геометрии и теории чисел. 

### Исследования по геометрии
В 1815 г. Родриг доказал важную теорему теории поверхностей — теорему Родрига, по которой необходимым и достаточным условием того, что направление является главным, служит выполнение для дифференциала радиус-вектора {\displaystyle \mathbf {r} } точки поверхности в этом направлении условия
{\displaystyle {\rm {d}}\mathbf {n} \;=\;-k\,{\rm {d}}\mathbf {r} \,\,,}
где  {\displaystyle \mathbf {n} } — вектор единичной нормали,  {\displaystyle k} — нормальная кривизна поверхности в рассматриваемом направлении (приведённое условие сам Родриг записывал в координатной форме).
В 1816 г. Родриг в уже упоминавшейся статье «О притяжении сфероидов» опубликовал полученную им для многочленов Лежандра формулу (формула Родрига), дающую явное выражение для этих многочленов Данная формула для многочлена Лежандра степени {\displaystyle n}  может быть записана так:
{\displaystyle P_{n}(x)\;=\;{\frac {1}{2^{n}n!}}\,\,{\frac {{\rm {d}}^{n}}{{\rm {d}}x^{n}}}\,(x^{2}-1)^{n}\,\,.}

### Исследования по механике

#### Изучение принципа Лагранжа
В 1816 г. Родриг опубликовал заметку «О способе применения принципа наименьшего действия для вывода уравнений движения, отнесённых к независимым переменным», посвящённую исследованию принципа наименьшего действия в формулировке Лагранжа. В ней Родриг впервые явно оговорил асинхронный характер варьирования переменных в принципе Лагранжа. Проблему существования условного экстремума интеграла действия в форме Лагранжа Родриг свёл к задаче нахождения безусловного экстремума функционала, в котором подынтегральная функция записывается как сумма удвоенной кинетической энергии {\displaystyle T}  механической системы и умноженного на неопределённый множитель Лагранжа {\displaystyle \lambda }  выражения  {\displaystyle T+\Pi -h}  (где {\displaystyle \Pi } — потенциальная энергия, {\displaystyle h} — постоянная в интеграле энергии). Такое исследование Родриг провёл для случая системы свободных материальных точек и получил при этом уравнения движения системы; позднее Ф. А. Слудский распространил данное исследование на случай системы со стационарными связями.

#### Формула поворота Родрига
В 1840 г. Родриг в статье «О геометрических законах, управляющих перемещениями неизменяемой системы в пространстве, и об изменении координат, обусловленном этими перемещениями, рассматриваемыми независимо от причин, которые могут их вызывать» доказал формулу поворота Родрига. Эта формула, которая приводится здесь в современной векторной записи, описывает изменение положения точки абсолютно твёрдого тела после его поворота на конечный угол {\displaystyle \varphi } вокруг неподвижной оси с единичным вектором {\displaystyle \mathbf {e} } .  Если {\displaystyle O} — взятый на оси поворота полюс,  {\displaystyle \mathbf {r} ={\overline {OA}}}  и  {\displaystyle \mathbf {r\,'} ={\overline {OA\,'}}} — радиус-векторы начального и конечного положений точки, то формула поворота Родрига записывается в виде:
{\displaystyle (*)\qquad \mathbf {r\,'} \;=\;\,\mathbf {r} \,+\,{\frac {2}{1+\theta ^{\,2}}}\,{\bigl [}\,{\boldsymbol {\theta }},\,\mathbf {r} +[\,{\boldsymbol {\theta }},\,\mathbf {r} \,]{\bigr ]}\,\,,}
где квадратные скобки обозначают операцию векторного умножения, а {\displaystyle {\boldsymbol {\theta }}} — вектор конечного поворота, определяемый формулой
{\displaystyle {\boldsymbol {\theta }}\;=\;\mathbf {e} \,\theta \,\;\equiv \;\mathbf {e} \,\,{\rm {tg}}\,{\frac {\varphi }{2}}\,\,.}
Формула {\displaystyle (*)}  не может быть непосредственно использована для численных расчётов в случае, когда тело совершает полуоборот). Если при движении твёрдого тела подобные повороты не исключаются, применяют другой — менее компактный — вариант формулы поворота Родрига, в котором вместо вектора конечного поворота {\displaystyle {\boldsymbol {\theta }}}  фигурируют непосредственно угол {\displaystyle \varphi }  и единичный вектор {\displaystyle \mathbf {e} } :
{\displaystyle (**)\qquad \mathbf {r\,'} \;=\;\,\mathbf {r} \,+\,(1-\cos {\varphi })\,{\bigl [}\,\mathbf {e} ,\,[\,\mathbf {e} ,\,\mathbf {r} \,]{\bigr ]}\,+\,\sin {\varphi }\,\,[\,\mathbf {e} ,\,\mathbf {r} \,]\,\,.}

#### Параметры Родрига — Гамильтона
В той же работе 1840 года Родриг применил для описания изменения ориентации твёрдого тела набор из четырёх скалярных параметров, определяемых следующим образом:
{\displaystyle \lambda _{0}\;=\;e_{0}\,\sin {\frac {\varphi }{2}}\,,\;\;\lambda _{1}\;=\;e_{1}\,\sin {\frac {\varphi }{2}}\,,\;\;\lambda _{2}\;=\;e_{2}\,\sin {\frac {\varphi }{2}}\,,\;\;\lambda _{3}\;=\;\cos {\frac {\varphi }{2}}\,\,,}
где  {\displaystyle e_{0},\,e_{1},\,e_{2}} — направляющие косинусы оси поворота  (т.е. компоненты вектора {\displaystyle \mathbf {e} })  в декартовой системе координат {\displaystyle Oxyz}.  Данные параметры удовлетворяют условию
{\displaystyle \lambda _{0}^{2}+\lambda _{1}^{2}+\lambda _{2}^{2}+\lambda _{3}^{2}\;=\;1\,\,,}
а компоненты вектора конечного поворота {\displaystyle {\boldsymbol {\theta }}}  выражаются через них так:
{\displaystyle \theta _{0}\;=\;{\frac {\lambda _{0}}{\lambda _{3}}},\;\;\theta _{1}\;=\;{\frac {\lambda _{1}}{\lambda _{3}}},\;\;\theta _{2}\;=\;{\frac {\lambda _{2}}{\lambda _{3}}}\,\,.}
Ныне эти параметры называют параметрами Эйлера или параметрами Родрига — Гамильтона. Разнобой в терминологии объясняется так: впервые данные параметры были введены Эйлером в 1770 г., но соответствующая работа Эйлера внимания математиков не привлекла; Родриг, переоткрывший их (о работе Эйлера он не знал) в 1840 г., уже умел — в отличие от Эйлера — вычислять значения этих параметров для суперпозиции двух поворотов вокруг различных осей; Гамильтон же в 1853 г. дал им чёткую интерпретацию в рамках разрабатывавшейся им начиная с 1843 года теории кватернионов (оказалось, что они представляют собой компоненты кватерниона поворота, а суперпозиции двух поворотов отвечает кватернионное произведение соответствующих кватернионов поворота).
При нахождении указанной суперпозиции полезным оказывается впервые доказанное Родригом следующее утверждение (ныне известное как теорема Родрига — Гамильтона):  три последовательных поворота вокруг трёх неподвижных прямых, проходящих через одну точку, на углы, равные соответственно удвоенным углам между плоскостями, образуемыми данными прямыми, возвращают тело в исходную конфигурацию.  

## Публикации
- Rodrigues O.  De la manière d'employer le principe de la moindre action, pour obtenir les équations du mouvement rapportées aux variables indépendantes // Correspondance sur l’École Impériale Polytechnique. — 1816. — Vol. 3 (2). — P. 159—162.
- Rodrigues O.  De l'attraction des sphéroïdes // Correspondance sur l’École Impériale Polytechnique. — 1816. — Vol. 3 (3). — P. 361—385.
- Rodrigues O.  Des lois géométriques qui régissent les déplacements d’une système solide dans l’espace et de la variation des coordonnées provenant de ces déplacements considérés indépendamment des causes qui peuvent les produire // Liouvillés Journ. Math.. — 1840. — Vol. 5. — P. 380—440.